# Ted Mellors

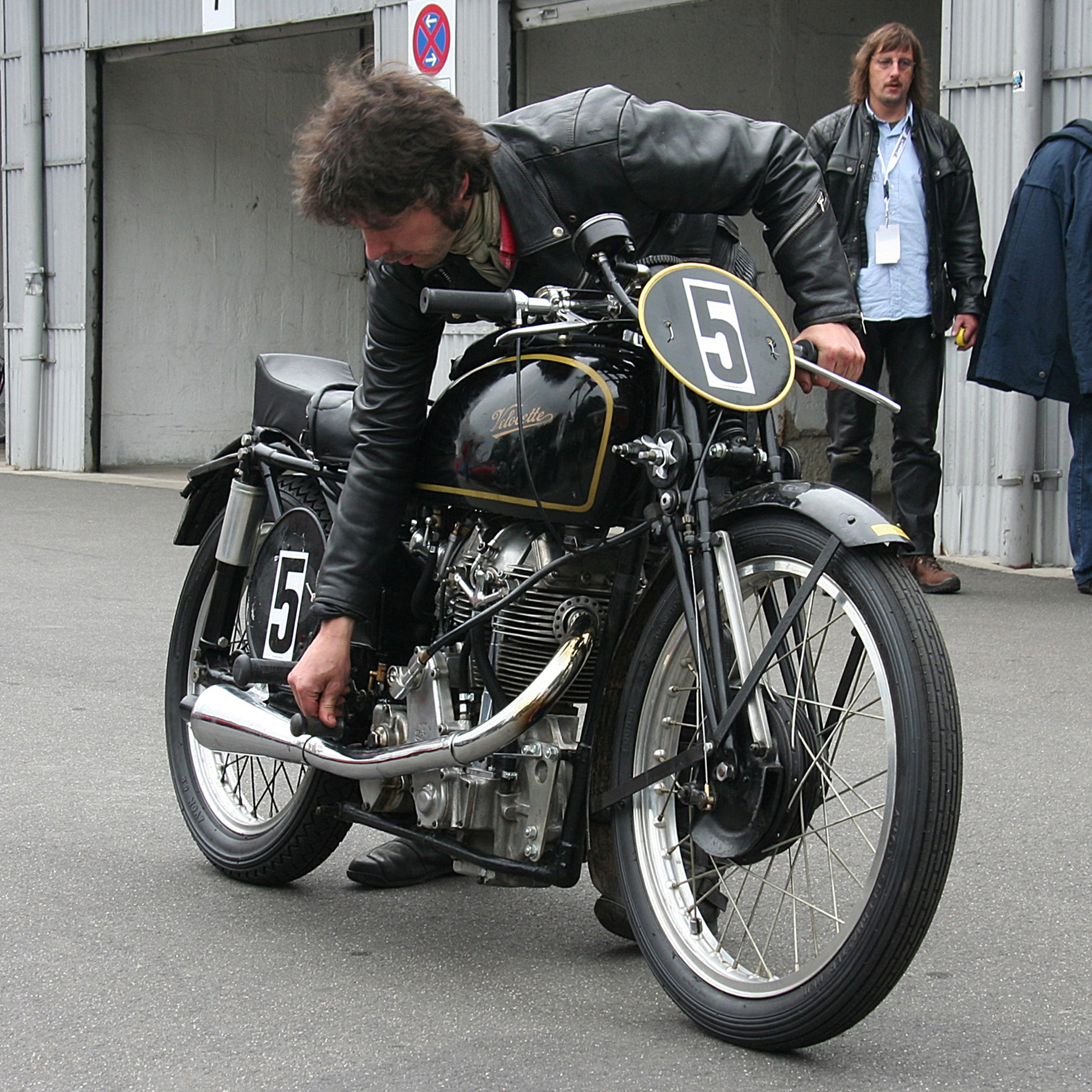
Eine 350-cm³-Velocette-KTT-Mk8, Baujahr 1939, wie sie auch Mellors pilotierte.

Edward Ambrose „Ted“ Mellors (* 10. April 1907 in Chesterfield, Derbyshire; † 7. Juni 1946 in Birmingham) war ein britischer Motorradrennfahrer.
Im Jahr 1938 gewann er auf Velocette den Titel in der 350-cm³-Klasse der Motorrad-Europameisterschaft.

## Leben

### Familie
Ted Mellors war einer von fünf Söhnen eines Stellmachers und der Tochter eines Geistlichen. Zwei seiner Brüder ertranken als Kinder in einem Kanal. Bereits in jungen Jahren hegte Mellors den Wunsch, Rennfahrer zu werden, und verbrachte viel Zeit mit Motorradfahrten in den Bergen Derbyshires. Im Alter von 15 Jahren lernte er seine spätere Frau kennen. Als er herausfand, dass sie sechs Jahre älter war als er, gab er sich für 17 aus, da er fürchtete, sie würde sonst nicht mit ihm ausgehen. Nach nur sieben Monaten heirateten die beiden.
Im Jahr 1936, als Mellors Werksfahrer bei Velocette wurde, zog das Paar nach Shirley bei Birmingham, wo Velocette beheimatet war, und bekam zwei Töchter.

### Motorradrennsport
Im Jahr 1927, im Alter von etwa 20 Jahren, wurde Ted Mellors auf einer P&M Panther Zehnter beim Manx Grand Prix. 1928 startete er erstmals bei der Isle of Man TT und belegte auf seiner Norton auf Anhieb den sechsten Platz im Senior-Rennen.
Ted Mellors wurde in der Folge einer der wenigen britischen Piloten vor dem Zweiten Weltkrieg, die, unter anderem auch wegen der ausgelobten Preisgelder, auch bei Rennen in Kontinentaleuropa antraten. 1930 gelang ihm im 250-cm³-Rennen um den Großen Preis der UMF in Pau auf New Imperial sein erster Grand-Prix-Sieg, dem bis 1939 auf New Imperial, Velocette und NSU zahlreiche weitere Siege bei den großen Rennen in ganz Europa folgten.
Ab 1936 ging Mellors als Werksfahrer für Velocette an den Start, und als 1938 die Motorrad-Europameisterschaft nicht wie bis dahin üblich bei nur einem Lauf entschieden wurde, sondern wie heutzutage aus mehreren Rennen bestand, schlug seine große Stunde. Der Brite trat vornehmlich in der 350er-Klasse an und gewann die zur EM zählenden Rennen um den Ulster Grand Prix in Nordirland, die Dutch TT in den Niederlanden sowie den Großen Preis der Nationen in Italien. Außerdem sicherte er sich unter anderem zwei zweite Preise und gewann überlegen vor seinem Landsmann, dem Norton-Werkspiloten „Crasher“ White, und Siegfried Wünsche aus Deutschland auf DKW den EM-Titel.
Auch 1939 setzte sich Ted Mellors in der 350er-Europameisterschaft wieder in Szene. Er errang drei zweite Plätze und siegte beim Großen Preis von Belgien in Spa-Francorchamps. Jedoch wurde die Meisterschaft wegen des Ausbruchs des Zweiten Weltkrieges nicht beendet und nach sieben von neun Rennen abgebrochen. Zu diesem Zeitpunkt lag der Brite noch mit Titelchancen auf dem zweiten Rang hinter dem deutschen DKW-Werksfahrer Heiner Fleischmann, der zum Europameister erklärt wurde.
Bei der Isle of Man TT, dem größten, prestigereichsten und zugleich auch schwierigsten Rennen der damaligen Zeit, waren Mellors lange keine solchen Erfolge vergönnt. Lediglich 1931 im Lightweight- (250 cm³) und 1936 im Junior-Rennen (350 cm³) gelangen ihm mit Rang drei zwei Podestplätze. Im Jahr 1938 musste er sich im Junior-Lauf nur seinem irischen Teamkollegen Stanley Woods geschlagen geben. Bei der Isle of Man TT 1939 trat Ted Mellors im Lauf der Lightweight-Klasse auf einer italienischen Benelli an und pilotierte eine Einzylindermaschine mit zwei oben liegenden, stirnradgetriebene Nockenwellen. Nach sieben Runden mit einer Gesamtdistanz von 264,131 mi (425,078 km) auf dem Snaefell Mountain Course und über dreieinhalb Stunden gewann Mellors vor dem deutschen DKW-Werksfahrer Ewald Kluge und H. G. Tyrell-Smith (Excelsior) sein erstes und einziges TT-Rennen.
Im September 1939 wurden die Rennaktivitäten wegen des Zweiten Weltkriegs eingestellt. Dies bedeutete zugleich das Ende von Ted Mellors' Karriere.

### Zweiter Weltkrieg
Während des Zweiten Weltkrieges arbeitete Mellors bei einem Munitionshersteller und war bei der Freiwilligen Feuerwehr. Außerdem bewarb er sich auch bei der Royal Air Force, wurde aber wegen seiner etwas zu schlechten Augen nicht angenommen, obwohl er bereits über eine private Fluglizenz verfügte.
In den frühen 1940er-Jahren entwarf Mellors ein Drehventil, dass unter der Nummer 559830 im März 1944 patentiert wurde.
Nach seiner aktiven Laufbahn verfasste Ted Mellors das Manuskript für das Buch Continental Circus. In diesem schildert er die Erlebnisse einer Gruppe von Rennfahrern aus Großbritannien und dem Commonwealth, der er angehörte und die in den 1930er-Jahren bei den Grand-Prix-Rennen in Europa antraten. Zu diesen Piloten zählten beispielsweise Jimmie Guthrie, Wal Handley, Eric Fernihough, Jimmie Simpson oder Graham Walker. Nach seinem Tod wurde dieses Manuskript von Geoff Davison fertiggestellt und veröffentlicht. Außerdem schrieb Ted Mellors auch Artikel für Motorrad- und Flugzeitschriften und arbeitete an einer unveröffentlichten, fiktionale Biografie.

### Tod
Ted Mellors starb am 7. Juni 1946 im Alter von 39 Jahren an den Folgen einer Vergiftung. Zwei Tage nachdem er in ein neues Haus in der Etwall Road, Hall Green in Birmingham gezogen war, arbeitete er in der Garage an einem Wagen und erstickte dabei wegen einer fehlerhaften Belüftung an den Abgasen. Bereits am Tag zuvor hatte er nach der gleichen Arbeit über Unwohlsein geklagt.
Er wurde auf dem Robin Hood Cemetery in Birmingham beigesetzt.

## Statistik

### Erfolge
- 1938 – 350-cm³-Europameister auf Velocette

### Isle-of-Man-TT-Siege
| Jahr | Klasse                | Maschine | Durchschnittsgeschwindigkeit |
| ---- | --------------------- | -------- | ---------------------------- |
| 1939 | Lightweight (250 cm³) | Benelli  | 74,26 mph (119,51 km/h)      |

### Rennsiege
(gefärbter Hintergrund = Europameisterschaftslauf)
| Jahr | Klasse  | Maschine     | Rennen                      | Strecke                        |
| ---- | ------- | ------------ | --------------------------- | ------------------------------ |
| 1930 | 250 cm³ | New Imperial | Großer Preis der UMF        | Grand Circuit permanent de Pau |
| 1931 | 250 cm³ | New Imperial | Großer Preis von Belgien    | Circuit de Spa-Francorchamps   |
| 1932 | 250 cm³ | New Imperial | Großer Preis von Belgien    | Circuit de Spa-Francorchamps   |
| 1932 | 250 cm³ | New Imperial | Ulster Grand Prix           | Clady Circuit                  |
| 1932 | 250 cm³ | New Imperial | Dutch TT                    | Circuit van Drenthe            |
| 1933 | 250 cm³ | New Imperial | Dutch TT                    | Circuit van Drenthe            |
| 1934 | 350 cm³ | Velocette    | Großer Preis von Schweden   | Saxtorp                        |
| 1935 | 350 cm³ | NSU          | Eilenriederennen            | Eilenriede                     |
| 1935 | 350 cm³ | NSU          | Hockenheimer Motorradrennen | Hockenheimer Dreieck           |
| 1936 | 350 cm³ | Velocette    | Großer Preis der UMF        | Circuit du Comminges           |
| 1936 | 350 cm³ | NSU          | Eilenriederennen            | Eilenriede                     |
| 1936 | 350 cm³ | Velocette    | Großer Preis von Belgien    | Circuit de Floreffe            |
| 1936 | 350 cm³ | NSU          | Schleizer Dreieckrennen     | Schleizer Dreieck              |
| 1937 | 350 cm³ | Velocette    | Großer Preis der UMF        | Autodrome de Linas-Montlhéry   |
| 1937 | 500 cm³ | Velocette    | Großer Preis der UMF        | Autodrome de Linas-Montlhéry   |
| 1937 | 350 cm³ | Velocette    | Ulster Grand Prix           | Clady Circuit                  |
| 1937 | 350 cm³ | Velocette    | Großer Preis von Schweden   | Saxtorp                        |
| 1937 | 350 cm³ | Velocette    | Großer Preis der Nationen   | Autodromo Nazionale Monza      |
| 1938 | 350 cm³ | Velocette    | Ulster Grand Prix           | Clady Circuit                  |
| 1938 | 350 cm³ | Velocette    | Dutch TT                    | Circuit van Drenthe            |
| 1938 | 350 cm³ | Velocette    | Großer Preis der Nationen   | Autodromo Nazionale Monza      |
| 1939 | 350 cm³ | Velocette    | Großer Preis von Belgien    | Circuit de Spa-Francorchamps   |

## Verweise